# Мустафа-пашина џамија
Мустафа-пашина џамија је џамија коју је у Скопљу саградио 1492. године Мустафа-паша, везир султана Бајазита II и Селима I на двору Османског царства.
Евлија Челебија, један од најзначајнијих путописаца из периода Османског царства, забележио је у својим путописима да је у оквиру Мустафа-пашине џамије у Скопљу постојала и медреса.

## Галерија
- Разгледница са џамијом од 1917 године
- Унутрашњост џамије
- Стуб на трему и минарет џамије
- Улаз у џамију
- Натпис са посветом изнад улаза